# Otto Wolfgang ze Schrattenbachu
Hrabě Otto Wolfgang ze Schrattenbachu (německy Otto Wolfgang Graf von Schrattenbach, 29. ledna 1739 – 1820) byl rakouský a moravský šlechtic, poslední mužský člen rodu Schrattenbachů. Působil jako c.k. komorník a později jako taný rada a přísedící moravského zemského gubernia v Brně.

## Život
Narodil se jako prvorozený syn hraběte Františka Antonína ze Schrattenbachu (1712–1783) a jeho manželky Marie Josefy hraběnky Bruntálské z Vrbna. Jeho otec František Antonín zastával v letech 1763–1770 úřad moravského zemského hejtmana a prezidenta moravského gubernia. Za jeho působení byl v roce 1767 uspořádán koncert jedenáctiletého Wolfganga Amadea Mozarta.
Jeho mladší bratr Vincenc Josef (1744–1816) od roku 1799 zastával úřad brněnského biskupa, jemuž se po bitvě u Slavkova v době napoleonských válek podařilo vyjednat lepší podmínky pro brněnské měšťany ve věci povinného zásobování francouzské armády. V roce 1786 se stal majitelem rodového paláce v Brně.
V roce 1768 se oženil s Marií Alžbětou hraběnkou ze Starhembergu (1749–1799). Z tohoto manželství se narodily dvě děti, syn František Antonín a dcera Marie Josefa. 
V roce 1771 Otto Wolfgang získal protektorát učitelského místa politologie ve Štýrském Hradci a u příležitosti jeho nástupu do funkce vyšel v tisku jeho projev. Byl mj. překladatelem spisu „Státní a mravní lekce“ Jean-François Marmontela do němčiny a vydal toto dílo spolu s pojednáním o základních povinnostech úředníka v císařských službách (Vídeň, 1787). Na druhou stranu, jjho hospodaření vedlo k úpadku rodového jmění. Prodal rodové léno ve Slezsku i majetky ve Štýrsku.

### Závěr života a odkaz
Otto Wolfgang ze Schrattenbachu zemřel v roce 1820 jako poslední mužský potomek svého rodu, neboť jeho syn František Antonín (1784-1816) zemřel o čtyři roky dříve a štýrská linie rodu vyhasla již roku 1785 v osobě Františka Ferdinanda (29. listopadu 1707, Štýrský Hradec – 10. května 1785, Brno), skutečného tajného rady a místodržícího v Dolních Rakousích. Jeho dcera Marie Johana (1742–1818) se roku 1763 provdala za hraběte Josefa Karla ze Žerotína (1728-1818) a vnučka Antonie ze Žerotína se pak stala ženou významného přírodovědce Jana Nepomuka Mitrovského. Jejich syn Vilém se později stal majitelem Schrattenbachova paláce a nechal v roce 1847 přistavět poslední podlaží.
Vnuk Otty Wolfganga ze Schrattenbachu, ekonom a politik Josef Matyáš z Thun-Hohensteinu, byl český vlastenec a milovník českého jazyka a literatury. Přeložil Rukopis královédvorský do němčiny a stál mimo jiné u vzniku České spořitelny. Vnučka Otty Wolfganga Alžběta (Isabela) ze Schrattenbachu (1809–1875) se roku 1827 provdala za hraběte Gustava Josefa Kálnokyho. Alžběta byla poslední členkou rodu Schrattenbachů. Mezi její potomky ovšem patřil např. Gustav Zikmund Kálnoky (1832–1898), rakouský ministr zahraničí, či dnešní rod Belcrediů.